# 에디아카라기의 끝 멸종
'에디아카라기의 끝 멸종'은 원생누대의 마지막 시기인 에디아카라기의 끝자락에 일어난 것으로 추측되는 2번의 멸종 사건이다. 이 멸종 사건이 일어났음을 보여주는 몇 가지 증거로는 '아크리타치 의 다양성 감소'와 '에디아카라 동물군의 갑작스러운 소멸', '캄브리아기 유기체가 이들을 대체하기 전의 시간차'가 있다. 이 중에서 어떤 증거들은 이 멸종에 두 가지 뚜렷한 사건이 있었다고 시사한다. 하나는 약 5억 5000만 년 전에 일어났고 하나는 약 5억 3900만 년 전에 일어났다.

## 증거

### 생물학적 증거

#### 에디아카라 생물군

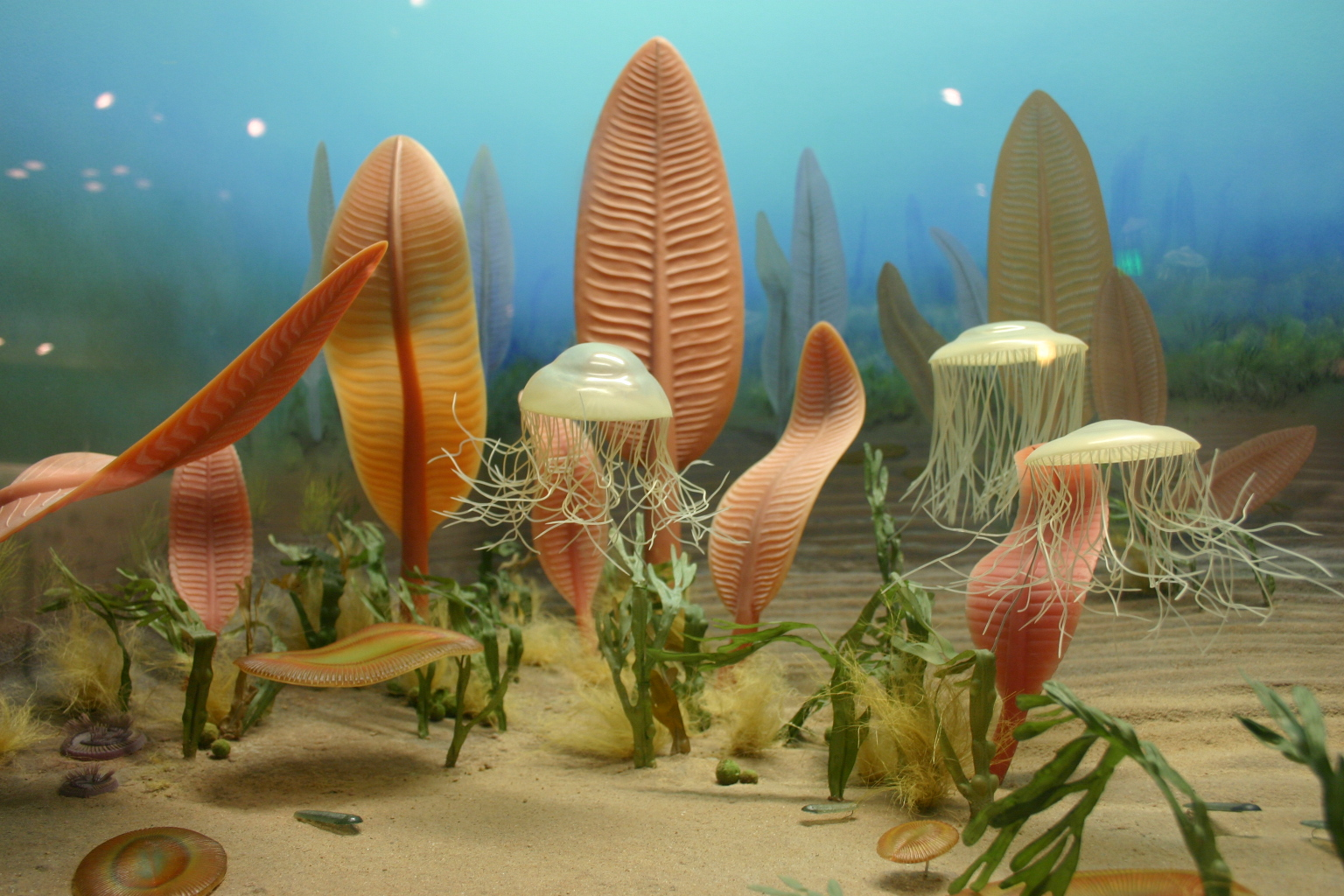
위 사진에서 보여주는 에디아카라 생물군들은 에디아카라기의 끝 멸종 사건으로 인해 대부분이 절멸했다.

에디아카라기에는 화석 기록에서 두 갈래의 주요 유기체 그룹이 발견된다. 두 가지 그룹은 탄산염으로 이루어진 골격 형태의 신체 구조물을 가진 '클로우디나과'와 '나마칼라투스' 같은 '석회화 유기체'로 나뉜다. 두 그룹은 모두 에디아카라기 말인 5억 3800만 년 전 ± 200만 년에 갑자기 사라졌고 이전에 추측했던 것처럼 단순한 보존 기간의 부패를 나타내진 않는다.

또한, 에디아카라기 후기에는 5억 6000만 년 전~5억 5000만 년 전에 살았던 '나마 생물군(탄산염 껍데기 안에서 사는 동물군)' 사이에서 동물들이 교체되자 백해에서 '나마 생물군'으로 생물이 교체되는 사건은 생물학적 경쟁의 증가 혹은 산소 부족 사건에 기인한 '나마 생물군'이 있던 기간보다 생물 다양성이 회복되지 못했다. 이 모든 일들은 에디아카라기에서 캄브리아기로 바뀌기 훨씬 전부터 진행되고 있었다.

#### 멸종으로부터 생존
에디아카라기에서 캄브리아기로 넘어간 직후인 초기 캄브리아기의 화석 기록은 기질동물의 다양성 증가(캄브리아기 기질 혁명)를 보여준다. 그러나 정작 화석을 남긴 동물의 캄브리아기 폭발 발생은 순간적이지 않고 대체(생물 다양성이 부족해졌을 때 변이 생물이 생존에 이점을 얻으면서 생물 다양성이 이전과 같이 크게 늘어나는 것) 동물을 점차 멸종으로 몰아가는 것을 의미한다. 오히려 화석이 보여준 정보는 생물 다양성의 빈 틈새를 채우고 기존 동물들이 멸종되면서 비워진 것과 더욱 일치하게 된다.
캄브리아기 초기에 모든 에디아카라 생물군이 멸종했다는 이론은 에디아카라기 이후에 생존자가 발견된다면 이것과 반증된다. '사우맙틸론'과 같은 캄브리아기의 유기체가 한때 에디아카라 생물군으로 생각되었고(지금은 학계에서 받아들여지지 않는 주장이다) 또 에디아카라 생물군의 한 갈래인 홀드패스트 생물들은 캄브리아기에서도 발견되지만 아직도 이것이 에디아카라 생물군인지 아닌지에는 조사 중에 있다. 일부 불신자들은 화석이 생물학적 기원이 없다고 말하지만 학계에선 사실이 아니라고 말해 온다.
일부 유기체는 지구에서 생명이 계속되었기에 멸종에서 살아남을 수 있으나 에디아카라기와 캄브리아기의 경계의 양쪽에서 알려진 유기체는 거의 없다. 그러한 유기체 중 하나는 유공충 중 하나인 플라티솔레니테스이다. 스워트푼티아는 초기 캄브리아기까지 살아남은 잘 알려진 마지막 에디아카라 생물군 중 하나이다. 캄브리아기의 에리톨루스는 에디아카라 생물군과 유사한 사암 화석군이다. 오르도비스기와 실루리아기의 루트저셀라, 데본기 프로토님파는 각각 에디아카라기의 디킨소니아와 스프리기나와 비교할 수 있는 생존된 동물군으로 해석된다.

### 지구화학적 증거
음의 δ13C 편위는 에디아카라기 말 동안 관찰된다. 편위는 백해와 '나마 생물군' 사이의 경계와 거의 같은 시기에 발생했다. 다른 주요 음의 탄소 동위원소로는 에디아카라기 말과 캄브리아기 초에 발생한 것으로 알려져 있다.

### 퇴적된 증거
에디아카라기 말기, 백해 근처의 '나마 생물군' 사이의 전환은 지구의 산소 부족을 나타내는 검은 셰일 퇴적물의 증가에 인함을 반영한다. 해양 순환과 온 지구의 변화는 관련이 있을 수 있고 지난 5억 5000만 년 동안 가장 산소가 없는 바다 현상이었을 수 있다.